# Super Bowl XLIII
Match précédent Match suivant
Le Super Bowl XLIII est la quarante-troisième finale annuelle de la ligue nationale de football américain (NFL). Le match oppose les Steelers de Pittsburgh, champions de la Conférence AFC, aux Cardinals de l'Arizona, champions de la Conférence NFC. Les Steelers (15 victoires - 4 défaites) ont battu les Cardinals (12 victoires - 8 défaites) par la marque de 27-23, gagnant ainsi leur sixième titre au Super Bowl. Pittsburgh devient ainsi l'équipe ayant remporté le trophée Lombardi le plus souvent. Le MVP du match est le receveur éloigné de Pittsburgh Santonio Holmes.
Le match a été disputé le 1er février 2009 au Raymond James Stadium de Tampa (Floride) où évoluent les Buccaneers de Tampa Bay.

## Les équipes
Lors de la saison régulière 2008 de la NFL, les Steelers de Pittsburgh ont terminé en tête de la division AFC Nord avec douze victoires et quatre défaites. Ils ont battu les Chargers de San Diego en série de division puis les Ravens de Baltimore en finale de conférence AFC. Avant cette rencontre, les Steelers ont remporté cinq fois le Super Bowl : 1974, 1975, 1978, 1979 et 2005.
Les Cardinals de l'Arizona ont fini premiers de la division NFC Ouest avec neuf victoires et sept défaites. Ils ont battu les Falcons d'Atlanta en tour de Wild Cards, puis les Panthers de la Caroline en ronde de division et les Eagles de Philadelphie en finale de conférence NFC. Les Cardinals ont été sacrés champions de la NFL en 1925 et 1947 mais n'ont jamais disputé de Super Bowl avant 2008.
Les Cardinals, équipe choisie comme jouant à domicile, ont choisi de jouer avec le maillot rouge qu'ils portent lorsqu’ils jouent en Arizona. Les Steelers jouent en blanc, comme lors du Super Bowl IX qu'ils avaient remporté contre les Vikings du Minnesota.

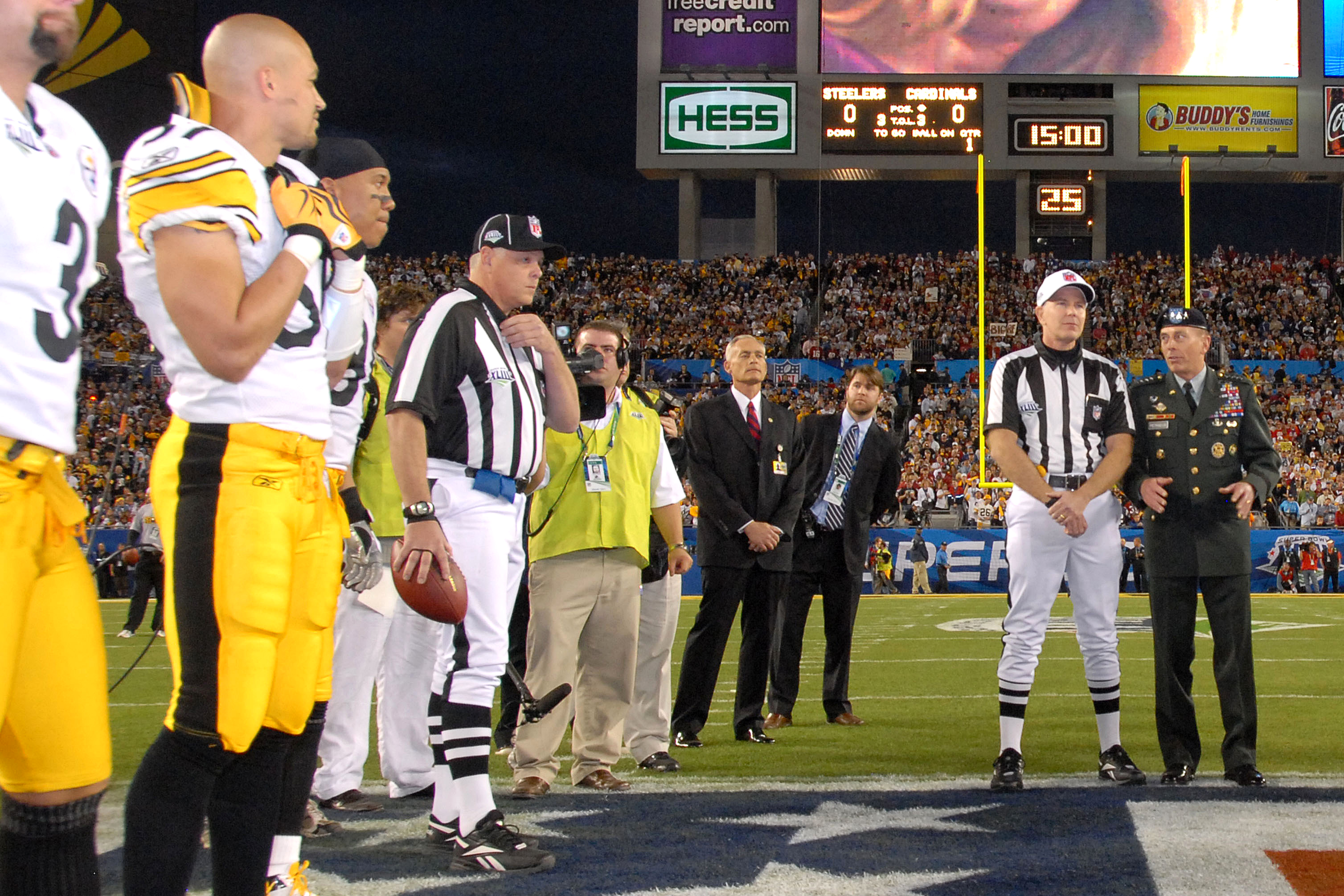
Les Steelers au tirage à pile ou face avec le général David H. Petraeus et l'arbitre Terry McAulay.
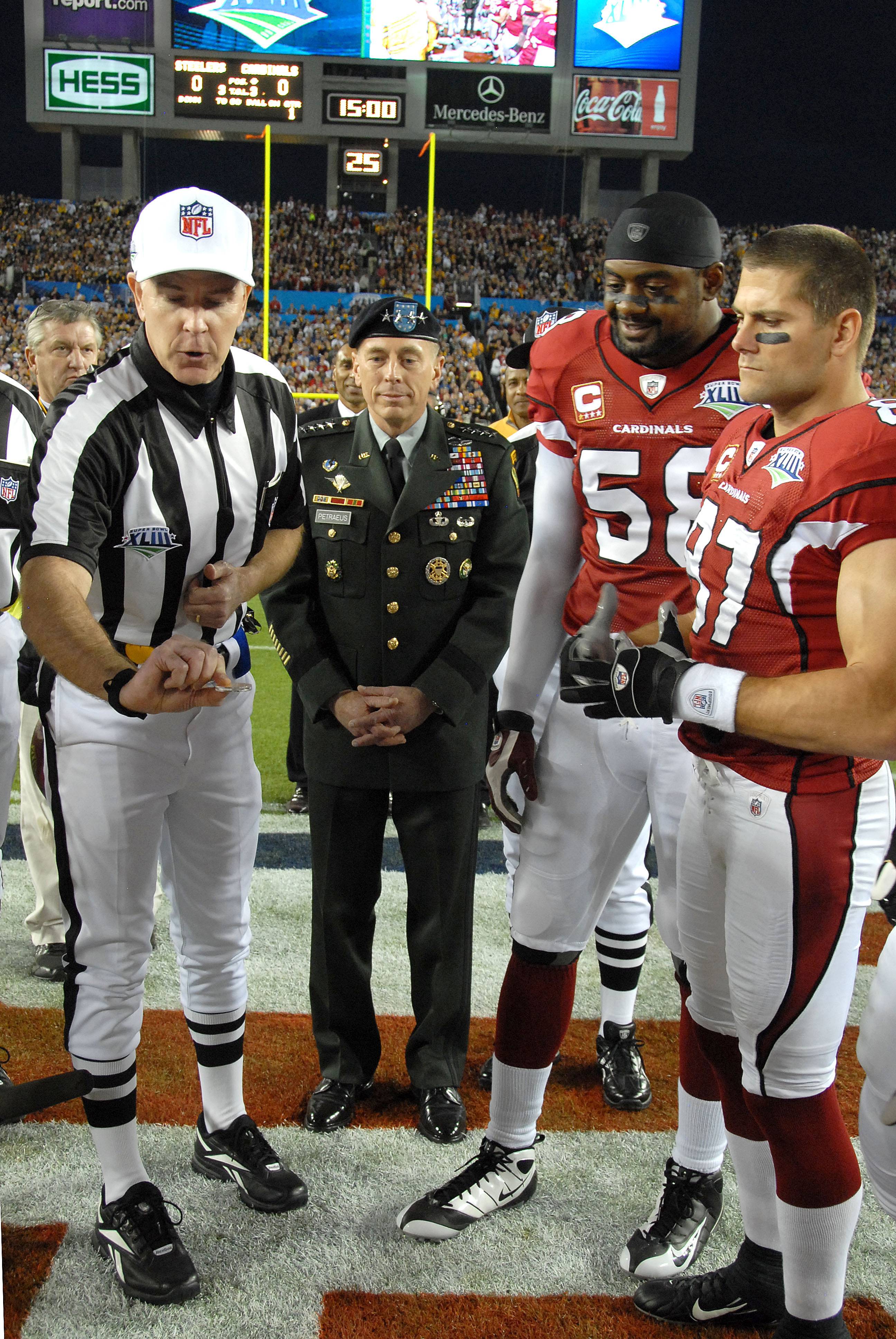
Les Cardinals et l'arbitre

## Contexte économique
Ce Super Bowl est surnommé le Recession Bowl en raison de la crise économique qui touche les États-Unis. Pour la première fois, Ford, Chrysler et General Motors renoncent à payer des spots publicitaires pendant le match. Les billets sont revendus pour 2 500 dollars, soit une réduction de 40 % par rapport à l'an dernier. Le nombre de journalistes accrédités a diminué de 200 par rapport à celui du Super Bowl XLII. Selon les analyses de PricewaterhouseCoopers, ce SuperBowl rapportera environ 150 millions de dollars à l'économie locale, soit une réduction de 22,3 % par rapport au Super Bowl précédent.

## Résumé du match
C'est Pittsburgh qui a récupéré le coup d'envoi d'Arizona, remontant le terrain sur 71 verges. Sur une troisième tentative sur la ligne des 1 yard d'Arizona, Ben Roethlisberger a semblé marquer un touché par la course en s'étendant vers la zone des buts. Cependant, la décision des officiels est défiée par les Cards avant que Pittsburgh ne puisse procéder à la transformation. La décision est révisée et on juge que le genou de Ben Roethlisberger avait touché le sol avant que le ballon ne franchisse la ligne des buts. Pittsburgh s'inscrit néanmoins sur la feuille de pointage en effectuant un placement (Jeff Reed sur 18 verges). Après avoir forcé les Cards à dégager le ballon, Pittsburgh réussi à marquer le premier touché sur une course d'une verge du running back remplaçant Gary Russell. Les Steelers de mènent 10-0. Après une passe de 45 verges de Kurt Warner à Anquan Boldin , les Cards inscrivent un touché par la passe; Warner rejoint Ben Patrick (#89) dans la zone des buts. La marque est désormais 10-7 pour les Steelers. Les deux équipes attaquent à leur tour, mais elles ne sont pas en mesure de marquer. Quand les Steelers retrouvent la possession, la passe de Ben Roethlisberger est déviée par Robinson et le ballon est capté par Karlos Dansby des Cards. Par la suite, les Cards montent le terrain et se retrouvent en position de marquer à 1 verge de la zone des buts de Pittsburgh. Il ne reste alors que 18 secondes au deuxième quart. La passe de Warner est interceptée à la porte de la zone des buts par le « linebacker » James Harrison #92 qui remonte tout le terrain en tirant avantage de nombreux blocs et marque un touché. Ce jeu met fin à la première demi et Pittsburgh mène 17-7.
Lors du troisième quart-temps, les Steelers accentuent leur avance grâce à un placement de 21 verges de Jeff Reed après un montée de 79 verges; ils mènent alors 20-7. Après un nouvel échange de punts, Warner conclut une attaque de 87 verges par une passe de touché de 1 verges à Larry Fitzgerald, réduisant ainsi l'écart à 20-14. À la suite d'un botté de dégagement, les Steelers sont repoussés à leur ligne de 1. Un drapeau est lancé pour signaler un holding contre le centre des Steelers Justin Hartwig, permettant aux Cards d'inscrire un safety ramenant le score à 20-16. Récupérant le renvoi, Warner trouve Larry Fitzgerald au milieu du terrain pour inscrire un touché de 64 verges. Les Cards de l'Arizona prennent les devant pour la première fois du match, menant 23-20. Ensuite, Pittsburgh récupère le ballon sur sa ligne de 22 avec 2 minutes 37 restantes à jouer au match. Big Ben orchestre une remontée qui permet aux Steelers d'avancer jusqu'à la ligne de 6 des Cards. Roethlisberger rejoint Santonio Holmes avec une passe dans le coin de la zone des buts; "Touchdown".  Il ne reste que 35 secondes à jouer et Pittsburgh mène à nouveau (27-23). Warner tente un Hail Mary Pass pour essayer de marquer le touché de la victoire, mais il est saqué par le linebacker LaMarr Woodley, causant un fumble récupéré par Brett Keisel, scellant ainsi la victoire de Pittsburgh.

### Évolution du score
- 1er Quart-temps
  - PIT – Field Goal de 18 yards par Jeff Reed , 9 min 45 s. Steelers 3–0
- 2e Quart-temps
  - PIT –  TD de Gary Russell sur une course de 1 yard (transformation de Jeff Reed), 14 min 1 s. Steelers 10–0
  - ARI – TD de Ben Patrick sur une passe de 1 yard (transformation de Neil Rackers), 8 min 31 s. Steelers 10–7
  - PIT – TD de James Harrison sur un retour d'interception de 100 yards (transformation de Jeff Reed), (fin du temps réglementaire). Steelers 17–7.
- 3e Quart-temps
  - PIT – FG de Jeff Reed de 21 yards, 2 min 11 s. Steelers 20–7
- 4e Quart-temps
  - ARI – TD de Larry Fitzgerald sur une passe de 1 yard de Kurt Warner (transformation de Neil Rackers), 7 min 33 s. Steelers 20–14 
  - ARI – Safety pour les Cardinals à la suite d'un plaquage de Justin Hartwig dans la zone des buts, 2 min 58 s. Steelers 20–16.
  - ARI – TD de Larry Fitzgerald sur une passe de 64 yards de Kurt Warner (transformation de Neil Rackers), 2 min 37 s. Cardinals 23–20
  - PIT – TD de Santonio Holmes sur une passe de 6 yards de Ben Roethlisberger (transformation de Jeff Reed), 35 secondes. Steelers 27–23

| Quart-temps | 1 | 2  | 3 | 4  | Total |
| ----------- | - | -- | - | -- | ----- |
| Arizona     | 0 | 7  | 0 | 16 | 23    |
| Pittsburgh  | 3 | 14 | 3 | 7  | 27    |

Résumé vidéo du match sur le site de la NFL : Super Bowl XLIII highlights.

## Animations du Super Bowl XLIII

### Avant match
Le concert d'avant match a été donné par le groupe Journey. L'hymne national américain, The Star-Spangled Banner, a été interprété par la chanteuse et actrice Jennifer Hudson.
La cérémonie du toss a été l'occasion de célébrer les champions des 40 dernières années, parmi lesquels Lynn Swann (Super Bowl XIII, 1979), Roger Craig (Super Bowl XXIII, 1989) et John Elway (Super Bowl XXXIII, 1999) qui ont participé au tirage au sort. Les Cardinals ont gagné le toss, décidant d'engager en premier. C'était la 12e fois consécutive que l'équipe représentant la Conférence NFC remporte le toss depuis le Super Bowl XXVIII.

### Mi-temps

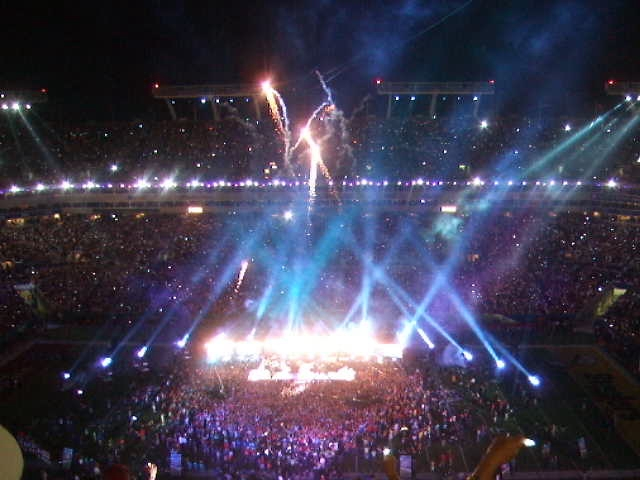
Le concert de la mi-temps

Le concert de la mi-temps a été donné par Bruce Springsteen avec le E Street Band, The Miami Horns et un chœur de gospel. Ils ont interprété dans l'ordre Tenth Avenue Freeze-Out, Born To Run, Working on a Dream et Glory Days. C'était la première fois que Bruce Springsteen acceptait de jouer lors du concert de la mi-temps du Super Bowl, après avoir refusé l'offre à de nombreuses reprises, peu convaincu de la légitimité de ce concert.

## Équipes de départ
| Pittsburgh                            | Position         | Arizona                                 |
| ------------------------------------- | ---------------- | --------------------------------------- |
| Ben Roethlisberger                    | Quarterback      | Kurt Warner                             |
| Willie Parker                         | Running back     | Edgerrin James Terrelle Smith           |
| Hines Ward Santonio Holmes            | Wide receiver    | Larry Fitzgerald Anquan Boldin          |
| Heath Miller Matt Spaeth              | Tight end        | Leonard Pope                            |
| Max Starks (LT) Willie Colon (RT)     | Offensive tackle | Mike Gandy (LT) Levi Brown (RT)         |
| Chris Kemoeatu (LG) Reggie Wells (RG) | Offensive guard  | Darnell Stapleton (LG) Deuce Lutui (RG) |
| Justin Hartwig                        | Centre           | Lyle Sendlein                           |

| Pittsburgh                                                                          | Position         | Arizona                                                                           |
| ----------------------------------------------------------------------------------- | ---------------- | --------------------------------------------------------------------------------- |
| Aaron Smith (LE) Brett Keisel (RE)                                                  | Defensive end    | Antonio Smith (LE) Gabe Watson (LE)                                               |
| Casey Hampton (NT)                                                                  | Defensive Tackle | Bryan Robinson (LDT) Darnell Dockett (RDT)                                        |
| Larry Foote (LOLB) LaMarr Woodley (LILB) James Farrior (RILB) James Harrison (ROLB) | Linebacker       | Chike Okeafor (LOLB) Gerald Hayes (LILB) Monty Beisel (RILB) Karlos Dansby (ROLB) |
| Ike Taylor Bryant McFadden                                                          | Cornerback       | Dominique Rodgers-Cromartie                                                       |
| Troy Polamalu (SS) Ryan Clark (FS)                                                  | Safety           | Adrian Wilson (SS) Antrel Rolle (FS)                                              |